# Schmalzgreben

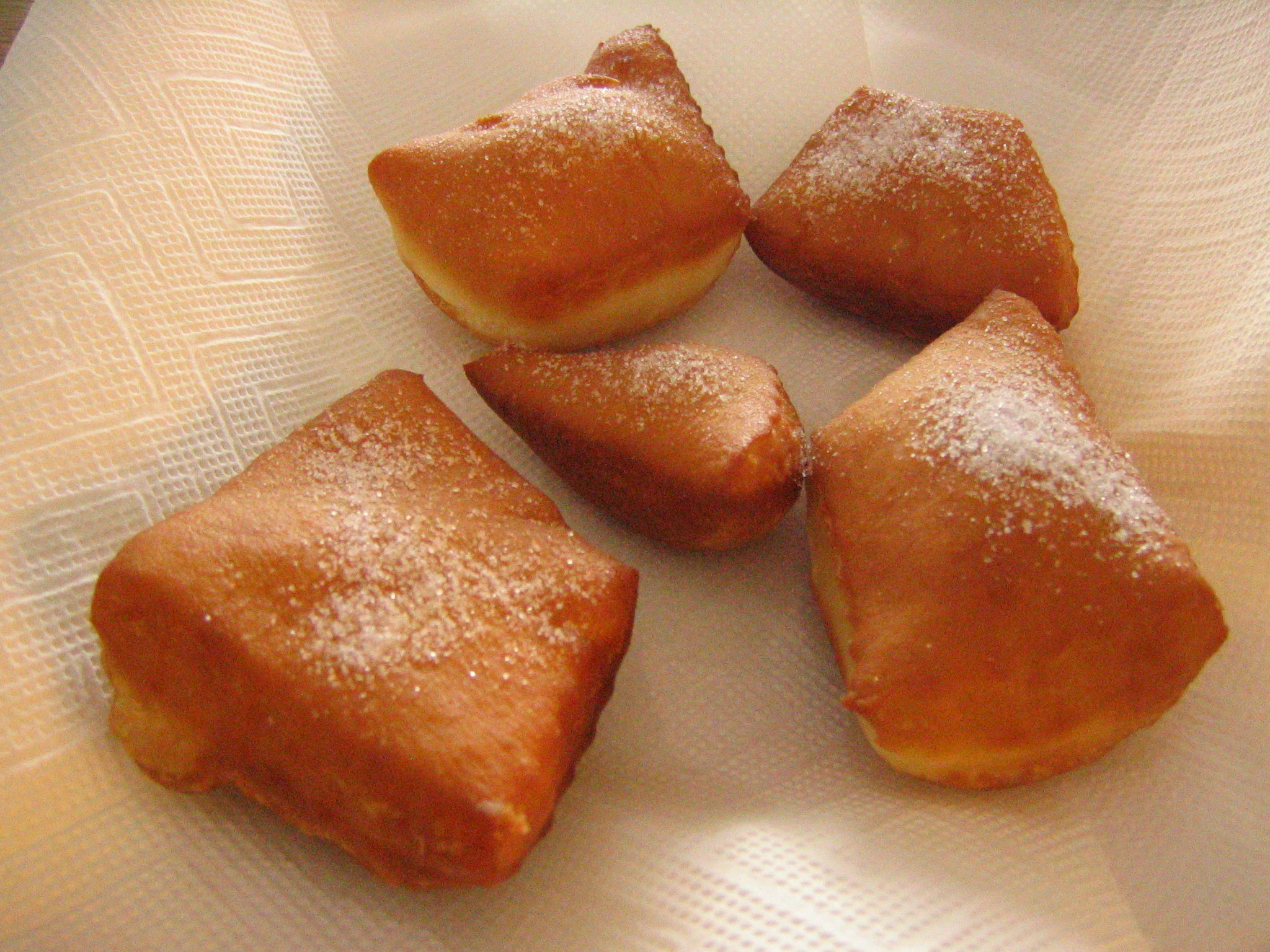
Schmalzgreben/Schmalzkuchen

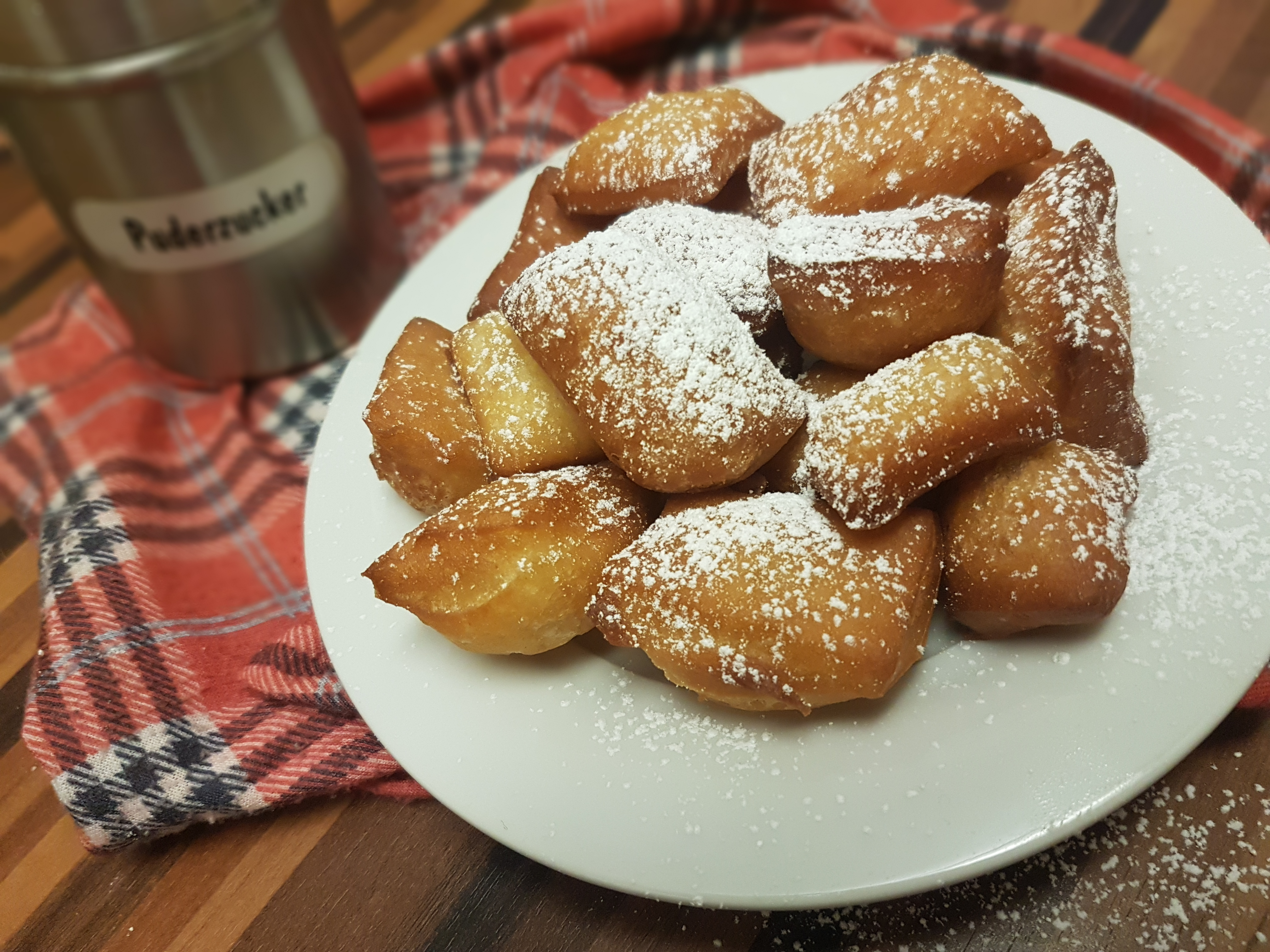
Frisch frittierte, hausgemachte „Kräppelchen“ mit Puderzucker.

Schmalzgreben oder Schmalzkuchen sind kleine Siedegebäckstücke aus Hefeteig. Dazu werden rautenförmige Stücke aus dem ausgerollten Teig geschnitten, die sich dann beim Backen zu einem Kissen aufwölben. Vor dem Servieren werden sie meist mit Puderzucker bestreut. Trotz ihres Namens werden sie wie alles Schmalzgebäck heute in Deutschland praktisch ausschließlich in Pflanzenfett gebacken. Als fettgebackenes Hefegebäck gehören Schmalzkuchen zu den Krapfen.
Schmalzkuchen sind ein typisches Jahrmarktangebot und werden vor allem im Winter konsumiert; wie andere Krapfenarten werden sie regional besonders zur Fastnacht gegessen. Mancherorts sind sie jedoch das ganze Jahr über verfügbar, zum Teil auch in fest installierten Imbissständen.
Regional sind zahlreiche Namen für dieses Produkt geläufig:
- Striezel (Franken), ansonsten eine völlig andere Gebäckart (→ Striezel)
- Mutzen (Potsdam, Lübeck), ansonsten ein äußerlich ähnliches Gebäck (→ Mutzen), das aber nicht aus Hefeteig ist
- Kräppelchen (Sachsen), abgeleitet von „Kräppel“, Krapfen (→ Krapfen_(Hefeteig))
- Fasnachtsküchle (Südwestdeutschland), jedoch nicht zu verwechseln mit den Schweizer Fasnachtskiechli
- Kilwiküchle (Schwarzwald) sind eine besondere regionale Unterart des Fettgebackenen, welche hauptsächlich an Kirchweih (badisch Kilwi, schwäbisch Kirbe), jeweils am 3. Oktoberwochenende gegessen werden. Der Teig besteht aus Mehl, Eiern, Schlagsahne und Salz. Sie gehörten früher zum wesentlichen Bestandteil des Kilwi-Festessens der Bauern, die sich über das Beenden der Ernte freuten[1] und waren ebenso Tradition wie das Kilwifeuer.